# Лебедев, Алексей Александрович (инженер)
Алексе́й Алекса́ндрович Ле́бедев (21 августа 1876, Санкт-Петербург — июль 1964, Сантьяго) — учёный, инженер, специалист по двигателям внутреннего сгорания, один из основоположников науки об авиационных двигателях.

## Биография
Окончил Горный институт (1901 год), был оставлен на кафедре прикладной механики для подготовки к профессорскому званию. Изучал двигатели внутреннего сгорания. Вместе со своим младшим братом Владимиром стоял у истоков отечественной авиации. Накануне Первой мировой войны являлся крупнейшим специалистом по авиационным двигателям, вместе с А. П. Фан-дер-Флитом, Г. А. Ботезатом и С. П. Тимошенко входил в состав Технического комитета Управления Военно-воздушного Флота Военного министерства.
В декабре 1917 года вместе с братом покинул Петроград, оказался на юге России.
В 1921 году по приглашению короля Югославии Александра Карагеоргиевича, с которым был лично знаком в годы учёбы в Петербурге, возглавил кафедру в Белградском университете. Считался крупнейшим европейским специалистом по двигателестроению. Французская Академия наук наградила А. А. Лебедева Пальмовой Ветвью и в 1939 году избрала его действительным членом академии.
В 1944 году с приходом Красной Армии в Югославию Лебедев переехал с семьей на Запад. Был профессором Мюнхенского университета.
С 1951 года — в США, Лос-Анджелес, работал консультантом авиамоторного завода «Хеллет Моторз».
Через несколько лет переместился в Чили , университет Сантьяго, где и провел последние годы. Скончался в 1964 году, похоронен на православном кладбище в Сантьяго.

## Труды
Автор 15 фундаментальных научных трудов и десятков статей по энергетической технике.
- Газовые воздуходувные двигатели, 1907
- Двигатель «Гном» в 70 л. с. — СПб.: Типография В. И. Андерсона и Г. Д. Лойцянского, 1912. — 47с.
- Воздухоплавательные двигатели, 1916

## Семья
- Лебедев, Владимир Александрович (1879—1947) — брат, один из первых пилотов-авиаторов в России, Президент Всероссийского аэроклуба (1917), видный энтузиаст и промышленник в области российского авиастроения.
- Невзорова, Елизавета Николаевна — жена.
- Лебедева, Елизавета Алексеевна — дочь.